# Чорне африканське мило

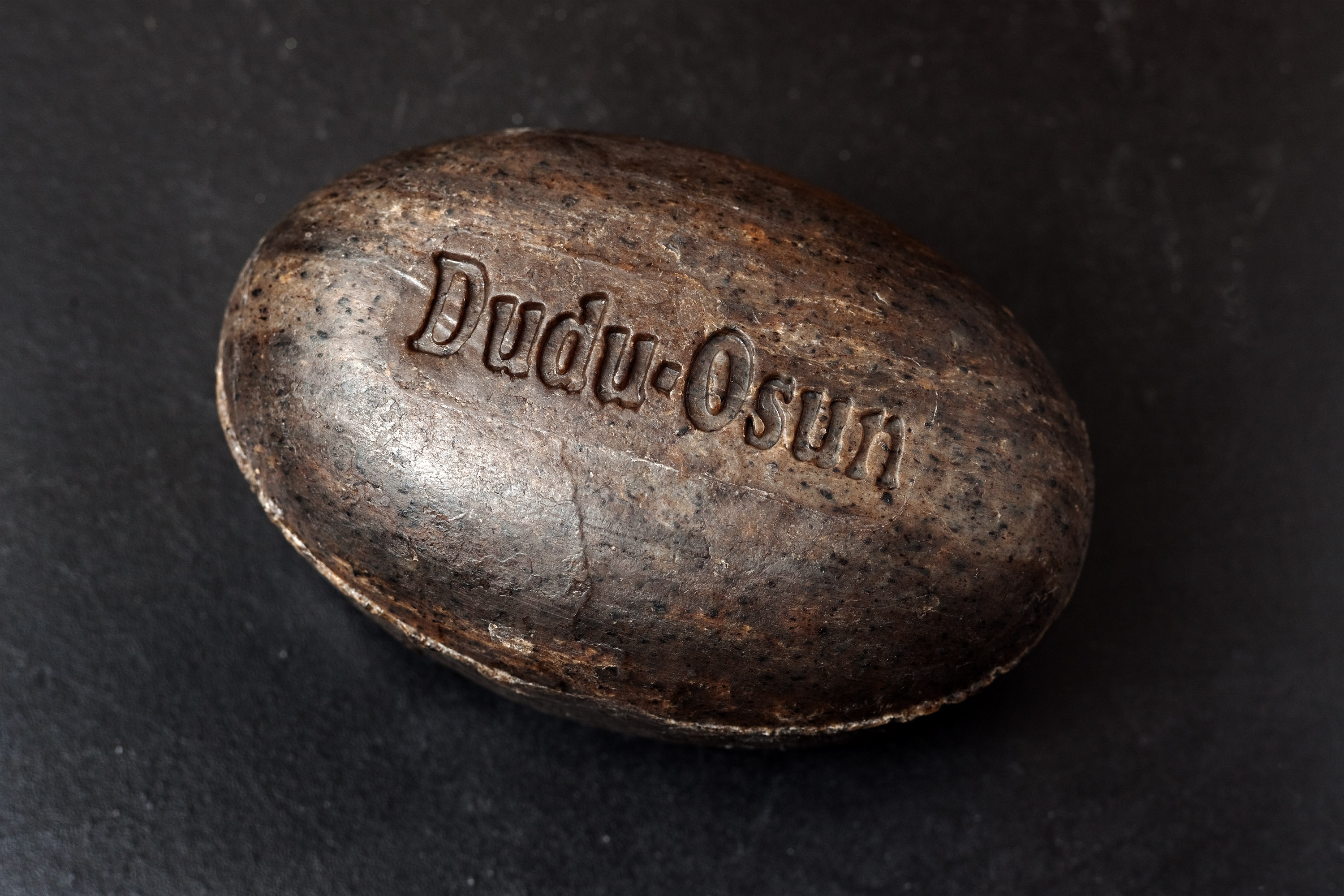
Дуду-Осун, марка африканського чорного мила, виготовленого народом йоруба в Нігерії

Африканське чорне мило або просто чорне мило (також відоме під різними місцевими назвами, такими як ọṣ e dúdú, sabulun salo та ncha nkota) — це вид мила, що походить із Західної Африки . Його виготовляють із золи місцевих африканських рослин і висушеної шкірки, що надає милу характерного темного кольору. Чорне мило стало популярним туалетним засобом у Північній Америці. У Західній Африці чорне мило часто виготовляється жінками за традиційними рецептами і часто експортується через групи справедливої торгівлі.
Різновид чорного мила, відомого як ose-dudu, походить від народу йоруба в Нігерії. Поєднання ose-dudu з листям тропічного камвольного дерева (Pterocarpus osun) створює популярний вид мила з відлущувальними властивостями, який називається dudu-osun. Інші різновиди з інших культур включають sabulun salo та ncha nkota.
Встановлено, що чорне мило має деякі антимікробні властивості проти мікробів шкіри, таких як стафілокок золотистий, кишкова паличка та грибок Candida albicans.

## Виробництво
Рослинні матеріали, такі як шкірки плантана, листя пальм, какао-боби та кора дерева ши, спочатку висушують на сонці, а потім спалюють, щоб отримати золу (яка постачає луг, необхідний для перетворення або омилення олій та жирів). Потім до золи додають воду та різні олії та жири, такі як кокосова олія, пальмова олія та олія дерева ши. Суміш варять і перемішують вручну щонайменше 24 години. Після того, як мило застигає, його виймають і ставлять сушитися.